# Rumikiru lourencoi
Espèce
Synonymes
- Orobothriurus lourencoi Ojanguren-Affilastro, 2003

Rumikiru lourencoi est une espèce de scorpions de la famille des Bothriuridae.

## Distribution

Distribution

Cette espèce est endémique du Chili. Elle se rencontre dans la région d'Atacama à Chañaral et Diego de Almagro et dans la région d'Antofagasta à Taltal.

## Description
Le mâle holotype mesure 38,15 mm et la femelle paratype 39,12 mm, les mâles mesurent de 34 à 41 mm et les femelles de 37,5 à 39,12 mm.

## Systématique et taxinomie
Cette espèce a été décrite sous le protonyme Orobothriurus lourencoi par Ojanguren-Affilastro en 2003. Elle est placée dans le genre Rumikiru par Ojanguren-Affilastro, Mattoni, Ochoa et Prendini en 2012.

## Étymologie
Cette espèce est nommée en l'honneur de Wilson R. Lourenço.

## Publication originale
- Ojanguren-Affilastro, 2003 : Un nuevo Orobothriurus (Scorpiones, Bothriuridae) de la región de Atacama, Chile. Revista Ibérica de Aracnología, vol. 7, p. 117–122 (texte intégral).